# Surján László
Surján László (Kolozsvár, 1941. szeptember 7. –) magyar orvos, patológus, politikus. 1990 és 1994 között népjóléti miniszter, 1990 és 2004 között országgyűlési képviselő, 2004 és 2014 között európai parlamenti képviselő. 1990 és 1995 között a Kereszténydemokrata Néppárt elnöke.

## Tanulmányai
1959-ben érettségizett a budapesti Piarista Gimnáziumban. 1960 és 1963 között a Római Katolikus Hittudományi Akadémia teológia szakos hallgatója volt, majd a Budapesti Orvostudományi Egyetemen tanult, ahol 1969-ben általános orvosi diplomát szerzett.

## Orvosi pályafutása
Diplomájának megszerzése után az egyetem Szövet- és Fejlődéstani Intézetének tanársegéde lett, majd 1970-ben az Orvostovábbképző Egyetem Kórbonctani és Kórszövettani Intézetben kezdett el patológusként dolgozni. 1972-ig központi gyakornoki beosztásban volt, majd az intézet tudományos munkatársa, ill. főmunkatársa lett (1972–1986). 1986-ban megkapta docensi kinevezését. 1990-ben távozott addigi munkahelyéről. 1992 és 1993 között az Egészségügyi Világszervezet európai regionális bizottságának elnökeként is tevékenykedett.
1983-ban megszerezte az orvostudományok kandidátusa címet.

## Politikai pályafutása
Közéleti pályafutása 1987-ben indult, amikor a Nagycsaládosok Országos Egyesülete elnökhelyettesévé választották. 1989-ben a Kereszténydemokrata Néppárt alapító tagja, ill. programbizottságának elnöke volt. Az 1990-es országgyűlési választáson nem szerzett mandátumot. Miután megalakult az Antall József vezette új kormány, a miniszterelnök Surjánt kérte fel népjóléti miniszterének. Ugyanebben az évben Keresztes Sándort, a KDNP addigi elnökét kinevezték vatikáni nagykövetnek, így lemondott párttisztségéről és országgyűlési mandátumáról is. Mindkét pozíciót Surján vette át. Pártelnökként az egyik legnagyobb teljesítménye az 1992 áprilisában Gödöllőn megtartott programalkotó kongresszus volt, ahol a párt több mint ezer küldöttje külföldi vendégek részvételével (köztük Wilfried Martens, az Európai Néppárt korabeli elnöke) a KDNP programját vitatta meg már az 1994-es választásokra készülve. 1993-tól 1999-ig az Európai Kereszténydemokrata Unió (ma az Európai Néppártba olvadt szervezet) alelnökeként is tevékenykedett.

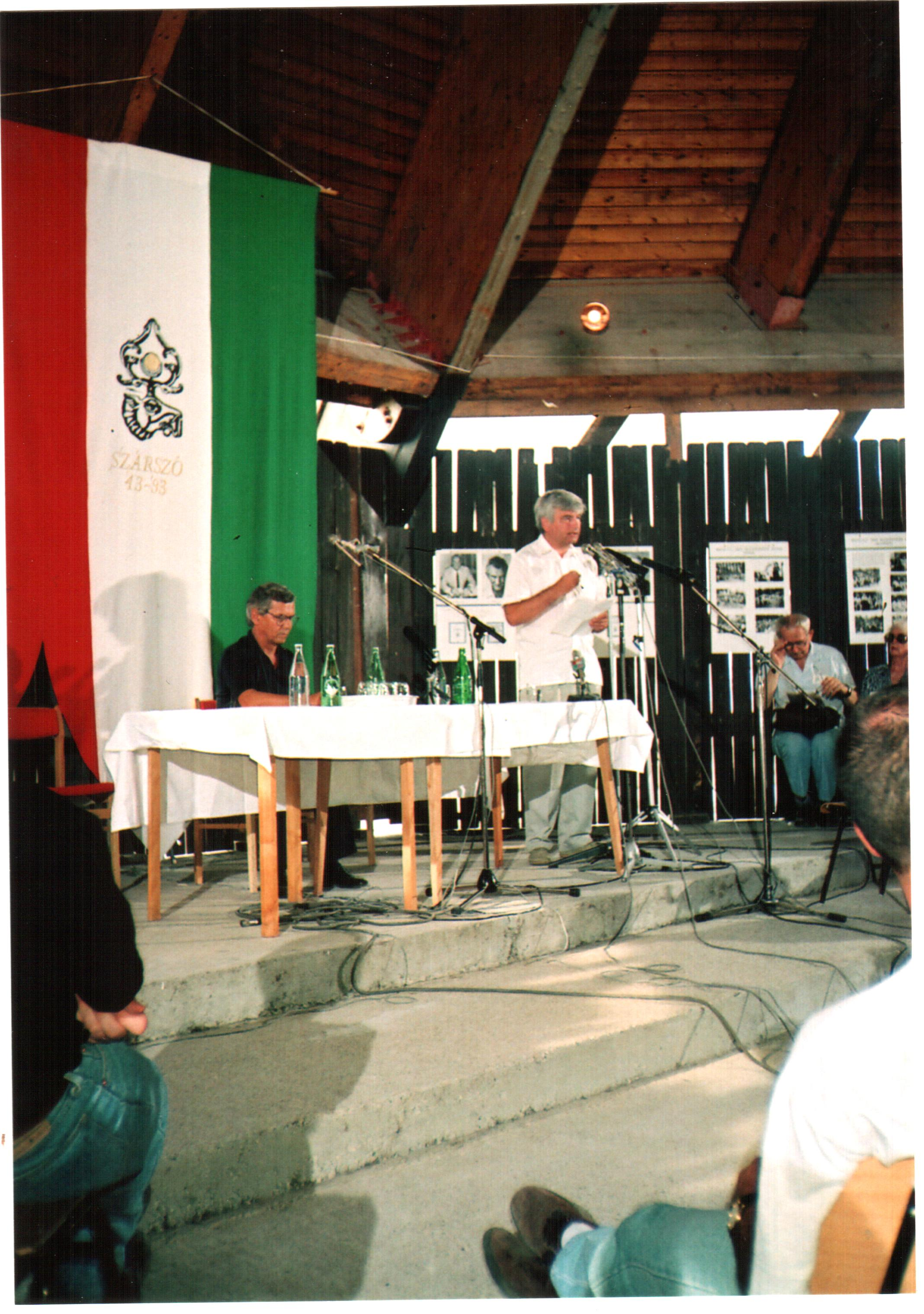
Surján László a Szárszó 1993 Konferencián

Miniszteri tisztségét a Boross-kormány alatt is megtartotta. Az 1994-es országgyűlési választáson pártja budapesti területi listájáról szerzett mandátumot. A ciklus alatt az Országgyűlés foglalkoztatási és munkaügyi bizottságának elnöke volt.
1995-ben távozott a KDNP elnöki pozíciójáról, utódja Giczy György lett. Bár 1996-ig a párt alelnöke, ill. frakcióvezető-helyettese volt, a párt két szárnya közötti erősödő konfliktus 1997-ben csúcsosodott ki, amikor a Surján-féle szárnyat kizárták a pártból és a frakcióból. A kizárt tagok rövid független képviselői munka után átléptek a Fidesz-frakcióba. Az ezekből a tagokból alakult Magyar Kereszténydemokrata Szövetség alapító elnöke lett.
1998-ban a Szécsény központú Nógrád megyei 3. számú egyéni választókerületből szerzett fideszes jelöltként mandátumot. Ebben a ciklusban a külügyi bizottság alelnöke volt. 2000-ben az MKDSZ társelnökévé választották Harrach Péter mellett (ezt a posztot 2006-ig viselte). Egyéni sikerét 2002-ben sikerült megismételnie, majd a KDNP újjáalakulása után annak alelnökévé választották. A 2004-es európai parlamenti választáson a Fidesz jelöltjeként szerzett mandátumot, emiatt lemondott országgyűlési képviselői pozíciójáról. 2009-ben újra mandátumot szerzett a Fidesz jelöltjeként. 2012 januárjában az EP alelnökévé választotta.

## Családja
Nős, felesége orvos. Egy fiú- és két lánygyermek édesapja, illetve kilenc unoka nagyapja. Apja, idősebb Surján László az 1989-ben újjáalakult Magyar Cserkészszövetség első elnöke volt.

## Díjak
- A Magyar Érdemrend középkeresztje (2020)[3]

## Művei
- Az éneklő kakadu. Surján László meséi unokáinak és másoknak; Kultúrtéka, Bp., 2012